# マルセロ・トレアルバ
マルセロ・トレアルバ（Marcelo Torrealba、1996年5月6日 - ）は、スーペル・ラグビー・アメリカス、セルクナムに所属するラグビーユニオン選手。

## プロフィール
- チリサンティアゴラス・コンデス出身[1]。
- ポジションはスクラムハーフ(SH)。
- 身長 170cm、体重 78kg
- 7人制チリ代表に選ばれたことがある[2]。
- チリ代表キャップは20（2024年12月現在）でラグビーワールドカップ2023のチリ代表に選ばれた[3]。

## 略歴
オースティン・ギルグロニスを経て、2022年、セルクナムに加入。